# Ирдли, Нил
Нил Ирдли (англ. Neal Eardley; родился 6 ноября 1988 года в Лландидно, Уэльс) — валлийский футболист, защитник клуба «Линкольн Сити». Игрок сборной Уэльса.

## Клубная карьера

### «Олдем Атлетик»
Нил родился в Лландидно, он начал заниматься футболом системе клуба «Олдем Атлетик». 6 мая 2006 года Ирдли дебютировал в основной команде в матче против «Сканторп Юнайтед» (1:1). В следующем сезоне, Нил стал твердым игроком основы. Вначале тренер больше использовал его в роли атакующего игрока, но затем постепенно переместил в оборонительную линию. Первый матч в новом качестве Ирдли провалил, его партнёр по команде Крис Тейлор получил красную карточку, за грубый фол на Келвине Зола. В следующем эпизоде Нил выполнил грубый подкат против того же Зола и отправился в раздевалку вслед за Тейлором, «Олдем» проиграл «Транмир Роверс» 0:1.
В сентябре 2006 года Ирдли заключил первый профессиональный контракт, рассчитанный до июня 2009. Свой первый гол Нил забил через два месяца, в декабре 2006. Отлично выполненный им штрафной позволил его команде одержать победу над «Честерфилдом». В своём первом сезоне Ирдли принял участие в 41 матче и забил два гола. В следующем сезоне валлиец стал оборонообразующим игроком команды, принимая участие во всех матчах чемпионата, и был назначен капитаном команды в отсутствие Шона Григана.
В октябре 2007 года, Ирдли продлил свой контракт ещё на год. 11 марта 2008 года Нил забил свой первый гол с пенальти, что позволило одержать его команде победу над «Борнмутом» 2:0. По итогам сезона 2008/09 Ирдли включен в символическую сборную сезона, вместе со своим партнёром по команде Крисом Тейлором.

### «Блэкпул»
6 августа 2009 года «Олдем Атлетик» принял предложение «Блэкпула» о переходе Нила с стан «приморцев». Иан Холлоуэй, тренер «оранжевых», принимал несколько попыток подписать защитника, но «Олдем» отказывался отпускать Ирдли в середине сезона. Сумма трансфера составила около £ 350,000, контракт был подписан на два года, с возможностью продления ещё на год.
Новый сезон, Ирдли начал на скамейке запасных, так и не появившись на поле в матче против «КПР», 1:1. В следующем матче, 18 августа против «Дерби Каунти», состоялся дебют Нила в новой команде.
25 января 2010 года Ирдли вместе с партнёром по команде Чарли Адамом попадает в символическую сборную тура после победы над «Уотфордом» 3:2.
8 февраля 2010 года к Ирдли и двум его партнерам по команде были применены дисциплинарные меры со стороны тренера. Барри Бэннан, Ишмель Демонтаньяк и Нил пошли в ночной клуб, после того как их команды проиграла «Лестеру». Правда, Ирдли сослался на то, что не был в клубе, а лечил больное колено. Иан Холлоуэй объяснил свою позицию так:

Я разочарован. Они ушли в клуб, мотивируя своё отсутствие на тренировке, проблемами со здоровьем. Как может футболист, получив травму, пойти в клуб? Беннан, это вообще не тот человек, с которым нужно связываться. Я тоже люблю танцевать и развлекаться, но только в определённое для этого время и в определённом месте и в хорошем настроении, у меня оно плохое, когда команда проигрывает, и у них должно быть такое же.
Все трое были отстранены от игр уже к следующему выездному матчу против «Шеффилд Уэнсдей».
Свой первый гол за «Блэкпул» валлиец забил со штрафного в день своего рождения 6 ноября 2010 года в матче против «Эвертона» (2:2). Тогда же он был включен в символическую сборную тура вместе с товарищем по команде Дэвидом Воганом.
12 февраля 2011 года после выступления за национальную сборную Ирдли остается на скамейке запасных в матче против «Астон Виллы», уступая своё место Алексу Баптисте.
Спустя шесть месяцев, Ирдли был исключен из команды на матч против «Халл Сити». Нил не мог смириться с 50 % понижением заработной платы, в связи с вылетом «Блэкпула» из Премьер-лиги, а из-за того, что с ним и ещё двумя футболистами не успели продлить контракты. Холлоуэй так объяснил отсутствие валлийца:

Он так запутался в себе, поэтому я думаю он вряд ли сможет принести пользу нашей команде в предстоящем поединке против «Халл Сити».
26 августа 2011 года Ирдли подписал новый однолетний контракт с клубом.

## Международная карьера
Нил начал свои выступления на международном уровне в 2003 году, когда в течение двух лет трижды привлекался в молодёжную сборную Уэльса (до 17 лет). В 2005 году он сыграл один матч за «молодёжку» (до 19 лет), а с 2006 по 2007 год активно выступал за юношей не старше 21 года, приняв участие в 10 матчах и забив 1 гол.
Его дебют в первой сборной состоялся 22 августа 2007 года в матче против сборной Болгарии, он вышел на замену на 46-й минуте встречи. Следующие два матча в рамках квалификационного раунда Евро 2008 против сборных Сан-Марино и Ирландии Нил провёл неуверенно. Тренер временно перестал привлекать Ирдли к матчам за сборную.
В марте 2009 года Ирдли сыграл в трёх матчах в рамках квалификационного раунда молодёжного Чемпионата Европы 2011 в Дании. 27 марта состоялся матч против сборной Люксембурга, который окончился вничью. Через четыре дня в ответном матче, сборная Уэльса разгромила соперника со счетом 5:1, а Ирдли открыл счет в матче на 11-й минуте, реализовав пенальти.
6 июня 2009 года Нил вновь был вызван в основную сборную на матч квалификационного раунда Чемпионата Мира 2010 против сборной Азербайджана.

## Достижения
Индивидуальные
 «Олдем Атлетик»
- Команда года по версии ПФА — 2008/09

Командные
 «Блэкпул»
- Чемпионшип — 2009/10